# 徹爾德爾湖
41°02′33″N 43°15′19″E / 41.0425°N 43.2552778°E

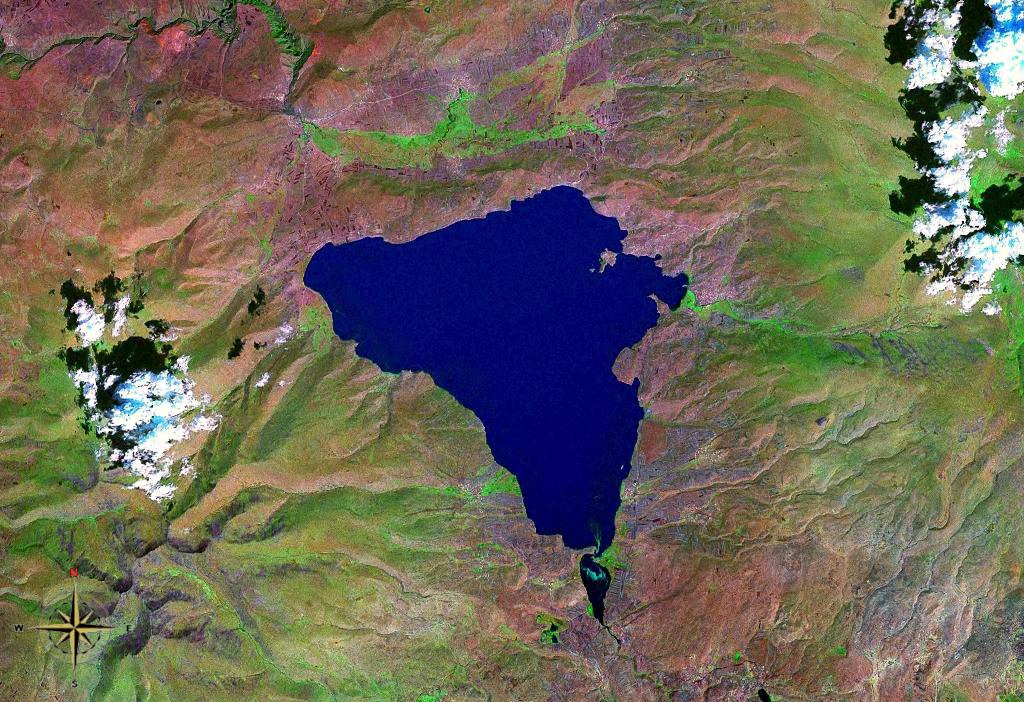
徹爾德爾湖

徹爾德爾湖（土耳其語：Çıldır Gölü）是土耳其的湖泊，位於該國東北部，由阿爾達漢省負責管轄，毗鄰與格魯吉亞和亞美尼亞接壤的邊境，長18公里、寬15公里，面積123平方公里，海拔高度1,900米，最大水深42米。

## 外部連結
- Lake Çıldır （页面存档备份，存于） at BirdLife International